# Neuer Zollhof

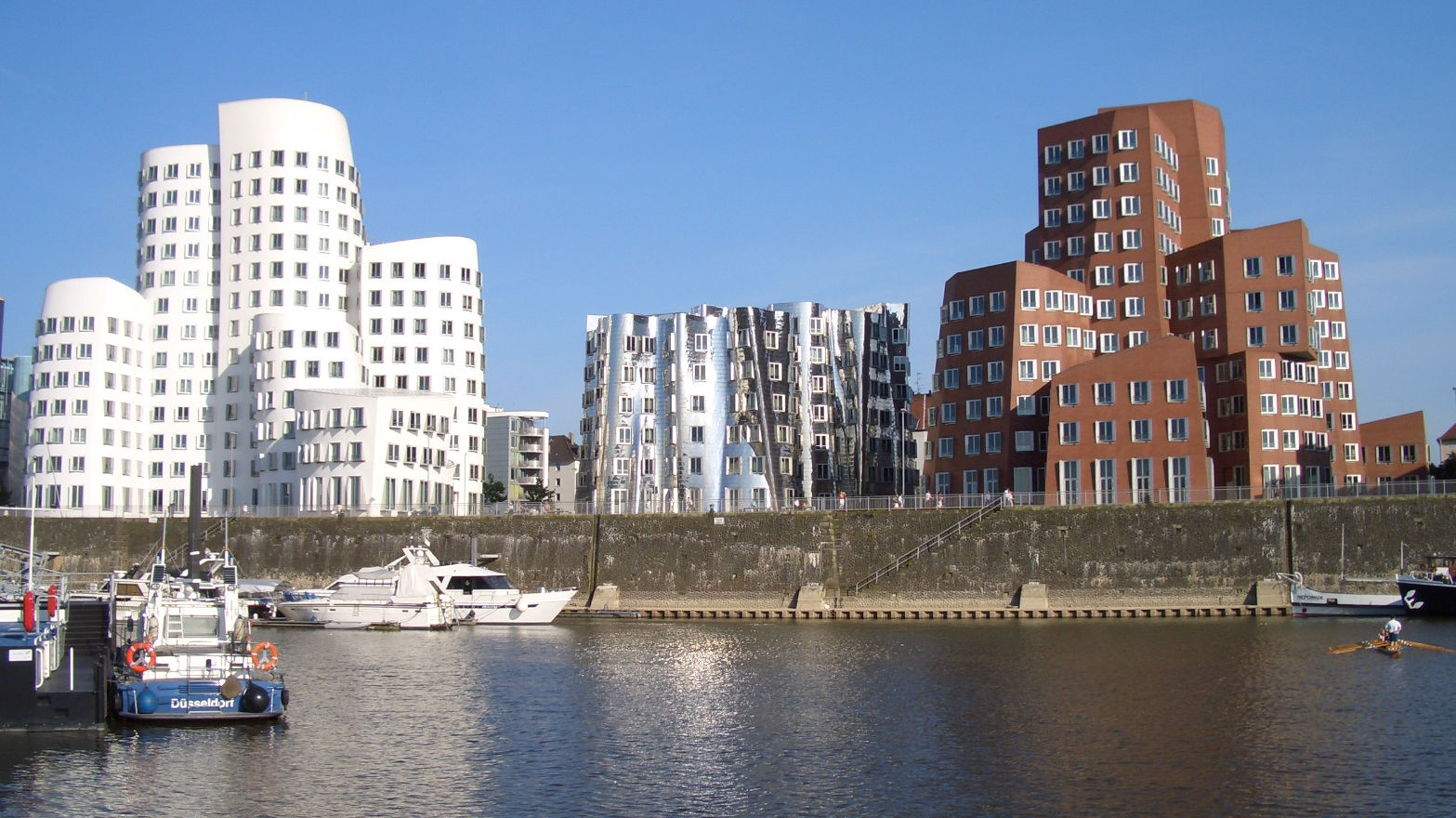
Gesamtansicht

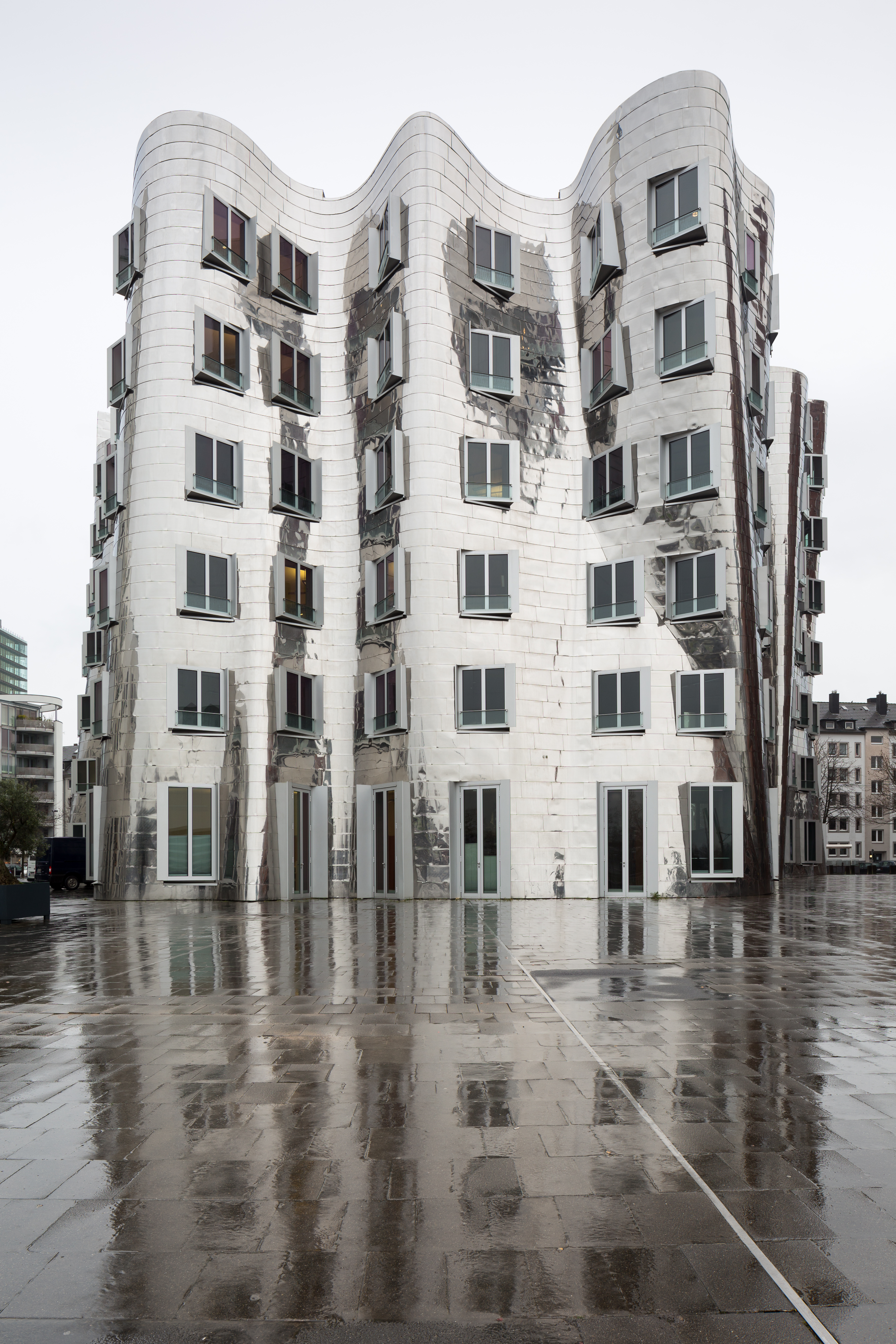
Neuer Zollhof Nr. 2

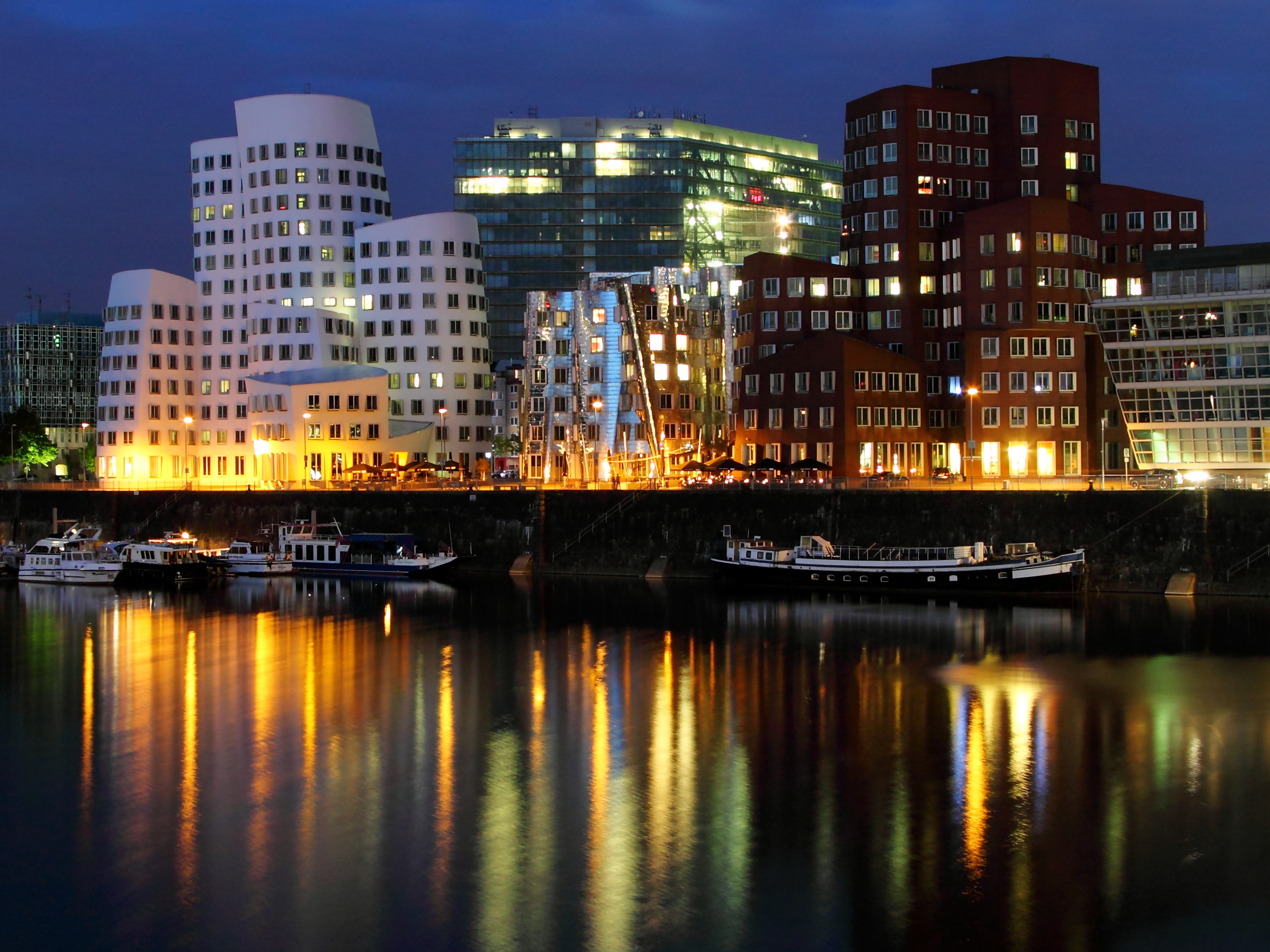
Nachtansicht mit Bürogebäude Stadttor im Hintergrund

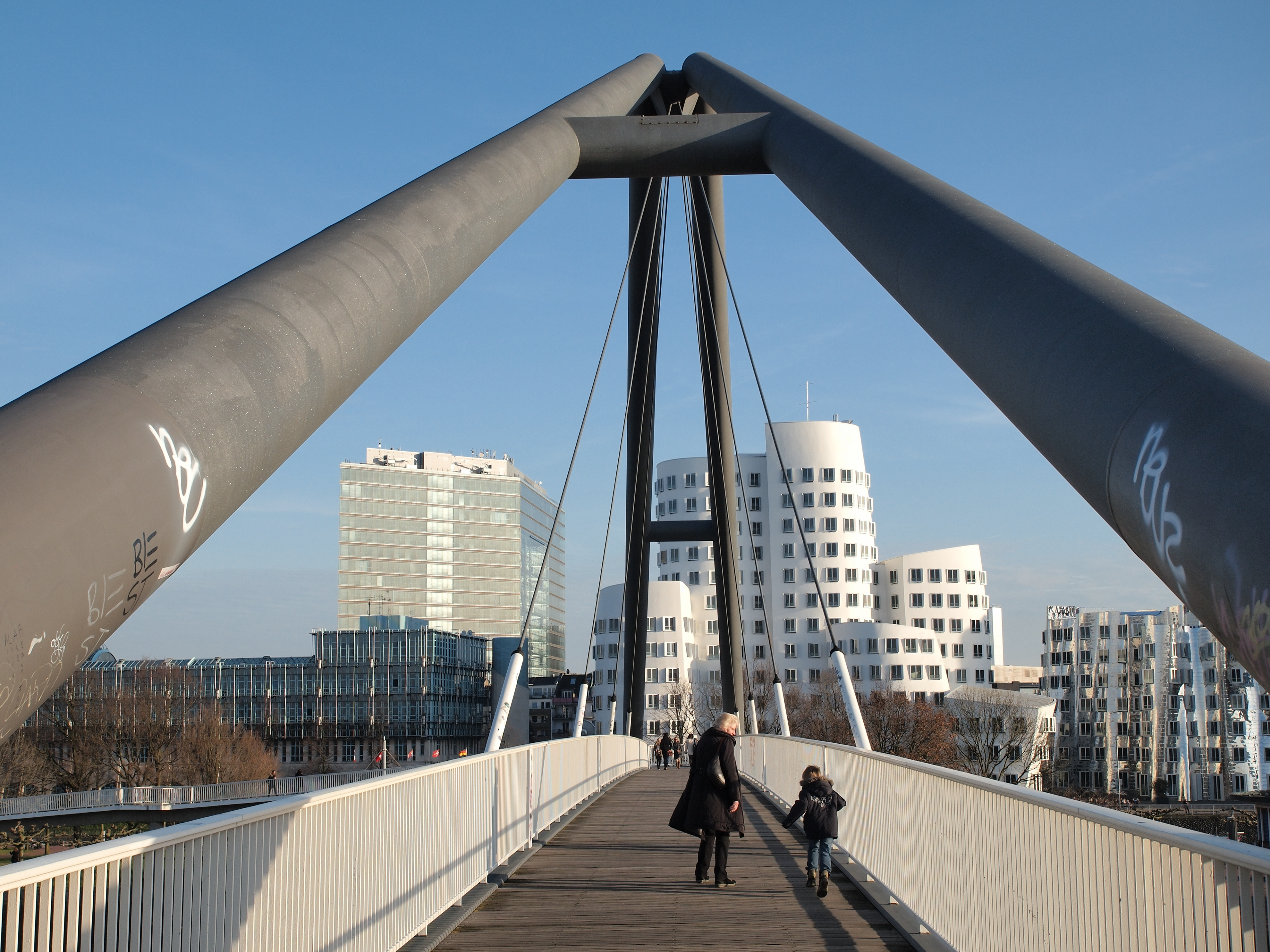
Blick über die Hafenbrücke

Der Neue Zollhof ist ein Gebäudeensemble im Düsseldorfer „Medienhafen“, das am 19. Oktober 1999 eingeweiht wurde. Die Gebäude sind nach ihrem Architekten und Designer Frank Gehry auch als Gehry-Bauten bekannt.

## Geschichte
Anfang 1990 wurde ein Wettbewerb für einen Neubau auf dem Gelände des abzubrechenden Zollhofes ausgeschrieben, den Zaha Hadid zwar gewann, deren „dekonstruktiver Entwurf“ schließlich aber nicht ausgeführt wurde.
Von 1996 bis 1998 wurden stattdessen nach Entwürfen von Frank Gehry und Beucker, Maschlanka und Partner für etwa 120 Millionen D-Mark drei dekonstruktivistische Bauten errichtet. Als Bauherr fungierte die Philipp Holzmann AG und die Düsseldorfer Werbeagentur Rempen & Partner.
Die drei Gebäude zeigen weder Gesimse noch Sockel. Auffallend ist die Krümmung der Fassade mit einer „fließend[en], gewellte[n] Oberfläche“. Die Aufteilung auf drei Baukörper und die Freihaltung von fußläufigen Zwischenräumen war bei dem Projekt dem Ziel geschuldet, für das angrenzende Wohnquartier einen Zugang zum Hafen freizuhalten.
Das Gebäude ist offiziell im Besitz eines Luxemburger Fonds, jedoch enthüllten im Februar 2021 die Recherchen investigativer Journalisten im Rahmen des Projekt OpenLux, dass der eigentliche Eigentümer der Sohn des indonesischen Palmöl-Magnaten Sukanto Tanoto ist. Die Eigentümerschaft Andre Tanotos wurde anscheinend durch das Zwischenschalten mehrerer Briefkastenfirmen in Luxemburg verschleiert, um auf diesem Weg Steuern zu vermeiden.